# Kasseler Schule der Landschafts- und Freiraumplanung

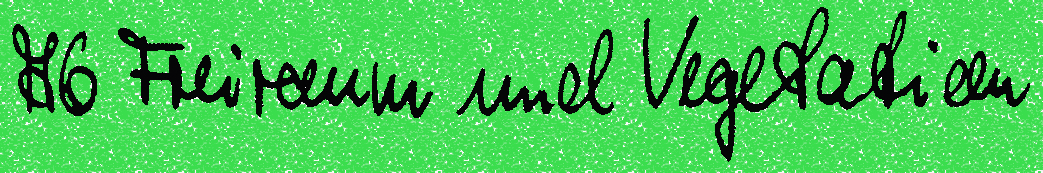
Logo der AG Freiraum und Vegetation

Die Kasseler Schule der Landschafts- und Freiraumplanung ist eine seit den 1970er Jahren von Karl-Heinrich Hülbusch und Mitarbeitern (unter anderem Inge Meta Hülbusch und Helmut Böse) an der Gesamthochschule/Universität Kassel herausgearbeitete Theorie der Landschafts- und Freiraumplanung, die ihren Gegenstand hinsichtlich seiner Gebrauchsaspekte und unter der Perspektive seiner sozialen Bedeutung untersucht. Die Kasseler Schule ist nicht identisch mit dem Fachbereich Architektur, Stadt- und Landschaftsplanung an der Universität Kassel. Die Freiraumplanung der Kasseler Schule ist vor allem an dem Selbstversorger-Gedanken von Leberecht Migge orientiert und hat ihn auf die alltägliche Produktion der Reproduktion und die Autonomie im Gebrauch übertragen. Dementsprechend wird auch in der Landschaftsplanung die lokale Wirtschaftsweise und die soziale Verfügung über die naturbürtigen Produktivkräfte thematisiert.

## Methode
Die Kasseler Schule nutzt unterschiedliche verstehende Methoden. Grundsätzlich bevorzugt sie eine indizienwissenschaftliche Arbeitsweise, um sowohl Vegetation, hier insbesondere Vegetationskunde und Pflanzensoziologie, als auch Siedlungsstrukturen, hier vor allem typologisierende Verfahren als auch eine Hermeneutik des Alltags. Dieses Vorgehen dient zur nachvollziehbaren Abbildung von Freiräumen (Häuser, Gärten, Straßen, Quartiere, Siedlungen). Forschungsergebnisse der Kasseler Schule werden von der Arbeitsgemeinschaft Freiraum und Vegetation in der Schriftenreihe „Notizbuch der Kasseler Schule“ veröffentlicht.